# Amomum hypoleucum
Amomum hypoleucum là một loài thực vật có hoa trong họ Gừng. Loài này được George Henry Kendrick Thwaites mô tả khoa học đầu tiên năm 1861.

## Phân bố
Loài này có ở Ấn Độ, Sri Lanka và Malaysia bán đảo. Được tìm thấy trong các khu rừng ẩm ướt ở cao độ đến 1.220 m (4.000 ft).